# جوزيف هارت
جوزيف هارت (بالإنجليزية: Joseph Hart)‏ هو ممثل أمريكي، ولد في 8 يونيو 1861 في الولايات المتحدة، وتوفي في 3 أكتوبر 1921 بنيويورك في الولايات المتحدة.

## وصلات خارجية
- جوزيف هارت على موقع IMDb (الإنجليزية)
- جوزيف هارت على موقع قاعدة بيانات برودواي على الإنترنت (الإنجليزية)
- جوزيف هارت على موقع قاعدة بيانات الفيلم (الإنجليزية)
- جوزيف هارت على موقع كينوبويسك (الروسية)